# Maksilofacijalna kirurgija
Maksilofacijalna kirurgija je grana medicine koja se bavi bolestima koje se nalaze u području lica, čeljusti i usta.
Ova grana medicine je usko povezana s otorinolaringologijom i oralnom kirurgijom. U nekim segmentima ove se grane poklapaju.
Maksilofacijalna traumatologija je subspecijalizacija maksilofacijalne kirurgije koja se bavi ozljedama (npr. ozljede uzrokovane prometnim nesrećama, tupim i oštrim predmetima kao i šakama). Plastična i rekonstruktivna kirurgija glave i vrata je subspecijalizacija maksilofacijalne kirurgije koja se bavi malformacijama (npr. maksilarni prognatizam) i deformitetima (npr. mandibularni prognatizam), kao i rekonstrukcijom lica i vrata nakon opsežnih operacija lica i čeljusti. 
Specijalizacija iz maksilofacijalne kirurgije u Hrvatskoj traje 54 mjeseca.